# Lourinhã
Lourinhã es una villa portuguesa en el Distrito de Lisboa. Perteneciente a la comunidad intermunicipal de Oeste, con cerca de 8800 habitantes.

## Geografía
Es sede de un municipio con 146,06 km² de área y 26 246 habitantes (2021), subdividido en 8 freguesias. Los municipios están limitados al norte por los municipios de Peniche y Óbidos, al nordeste por Bombarral, al sudeste por Cadaval, al sur por Torres Vedras y al oeste tiene costa en el océano Atlántico. Es interesante la formación Lourinhã.

## Demografía
| Gráfica de evolución demográfica de Lourinhã entre 1849 y 2021 |
|                                                                |
| Datos según el nomenclátor publicado por el INE portugués.     |

## Freguesias
Las freguesias de Lourinhã son las siguientes:
- Lourinhã e Atalaia
- Miragaia e Marteleira
- Moita dos Ferreiros
- Reguengo Grande
- Ribamar
- Santa Bárbara
- São Bartolomeu dos Galegos e Moledo
- Vimeiro